# تنوبية
التنوبية أو الشُوحِيَّة (الاسم العلمي: Abietoideae) هي أسرة من النباتات تتبع فصيلة الصنوبرية من رتبة الصنوبريات.

## أجناس
- التنوب
- الأرز ومنه أرزة لبنان
- الأتسوغة